# Dendrothele dryina
Dendrothele dryina är en svampart som först beskrevs av Christiaan Hendrik Persoon, och fick sitt nu gällande namn av P.A. Lemke 1965. Dendrothele dryina ingår i släktet Dendrothele och familjen Corticiaceae.   Inga underarter finns listade i Catalogue of Life.